# حقوق الإنسان في ناميبيا
حقوق الإنسان في ناميبيا معترف بها حاليًا ومحمية بموجب الدستور الناميبي الذي تشكل في عام 1990 من قبل جمعية مكونة من 72 مقعدًا.  تتكون الجمعية من أحزاب سياسية مختلفة. بعد صياغة مسودة الدستور، تم الاتفاق على الدستور من قبل جميع أعضاء الأحزاب السياسية السبعة المشاركة. يصادف يوم 21 مارس 1990 اليوم الأول الذي تعمل فيه ناميبيا بموجب الدستور ويصادف أيضًا الاعتراف بناميبيا كدولة مستقلة. الفصل الثالث من الدستور بعنوان حقوق الإنسان والحريات الأساسية، والذي يشار إليه أيضًا باسم ميثاق الحقوق، يحدد حقوق الإنسان لجميع المواطنين الناميبيين.

## نظرة عامة على وثيقة الحقوق
ويعترف الفصل الثالث من الدستور بالعديد من حقوق الإنسان. المادة 5، الأولى في الفصل، تنص على أن جميع الحقوق المنصوص عليها في الدستور يجب أن تراعى من قبل جميع أطراف الحكومة الناميبية . وتنص المقالات التالية في الفصل 6-25 على هذه الحقوق ويتم توضيحها أدناه
وتنص المواد الافتتاحية على أن لجميع الأشخاص الحق في الحرية والاحترام والكرامة، ولا يجوز إخضاع أي شخص للتعذيب أو الظروف غير الإنسانية في أي وقت من حياته. ويتضمن ذلك إلغاء العبودية والعمل القسري. إلى جانب ذلك، ينص الدستور على أن جميع الناميبيين سوف يعتبرون متساوين ولن يخضعوا لعدم المساواة بسبب عوامل مثل الجنس أو العرق أو اللون أو العرق أو المعتقدات الدينية أو المكانة في المجتمع. ويحمي الدستور أيضًا المواطنين ضد بعض الإجراءات السلطوية مثل الاعتقالات غير المبررة. ومن المهم أيضًا، عند إجراء الاعتقالات، أن يتم وضع التواصل العادل وفي الوقت المناسب كأهمية قصوى، وأن يتم ذلك باللغة المفضلة لدى المعتقل. يتمتع الناميبيون بعد الاعتقال بالحق في محاكمة عادلة تجريها محكمة مختصة في جلسة علنية، إلا أن قضايا الأحداث معفاة من ذلك.
ناميبيا مجتمع ديمقراطي وكما هو الحال فإن الدستور يحدد الحقوق التي يتمتع بها الناميبيون بموجب هذا. يتم احترام الخصوصية والأسرة، وزواج الرجل والمرأة حر وتوافقي. يتمتع الناميبيون بالحق في الانضمام بحرية إلى الأحزاب السياسية، والمشاركة في الأنشطة السياسية المناسبة، والتصويت. كما تم توضيح الحريات الأساسية المتعلقة بحرية التعبير والثقافة والفكر والجمعيات في المجتمع الديمقراطي. لا يجوز لأي قيود في الدستور أن تمس حقوق الفرد.
رغم أن الأطفال كانوا معفيين من المواد السابقة في الدستور، فإن المادة 15 تعترف بحقوق الأطفال من خلال تسليط الضوء على حقهم في الاسم والجنسية وكذلك الحاجة إلى الرعاية من قبل الوالدين. التعليم إلزامي أيضًا للأطفال حتى سن 16 عامًا 
لا يركز الدستور على المساواة والتمييز فحسب، بل يعترف أيضًا بحقوق الأشخاص في امتلاك الممتلكات والتصرف فيها والتي يمكن أيضًا أن يعهد بها إلى آخرين في أي مرحلة. ومن المثير للاهتمام أن حقوق الإنسان في الدستور محمية ولا يجوز للبرلمان إصدار قانون يلغي هذه الحقوق أو يقوضها. يجب على جميع الهيئات الإدارية والمسؤولين الالتزام بقواعد ومهام الهيئة واتباعها بشكل معقول.

## مكتب أمين المظالم
ويلعب مكتب أمين المظالم دورًا أساسيًا في الحفاظ على الحقوق المنصوص عليها في مشروع القانون. وقد أدرج قانون أمين المظالم لعام 1990 في الدستور. أحد أهداف مكتب أمين المظالم ومكتبه هو دعم حريات وحقوق الشعب في ناميبيا. وتنص التفويضات على أنه يجب على المكتب الاعتراف بأي انتهاكات لحقوق الإنسان ويجب على أمين المظالم حماية الناس من المزيد من الانتهاكات.
إن بيان مهمة مكتب أمين المظالم هو كما يلي: " تسعى إلى تعزيز وحماية حقوق الإنسان والإدارة العادلة والفعالة ومكافحة الممارسات الفاسدة في ناميبيا من خلال التحقيق المستقل والمحايد وحل الشكاوى ومن خلال رفع مستوى الوعي."  قد جرت تحقيقات في مجموعة من انتهاكات حقوق الإنسان منذ عام 2005. كان التحقيق البارز الذي أجراه المكتب هو النظر في الظروف في زنزانات السجن. يقوم المكتب أيضًا بتسهيل الشكاوى المقدمة من المجتمع فيما يتعلق بانتهاكات حقوق الإنسان من قبل الهيئات الحاكمة. وفي عام 2016 وحده، تلقى المكتب 301 شكوى تتعلق بحقوق الإنسان. وأظهرت التحقيقات أن الشرطة كانت الموضوع الرئيسي للشكاوى. لا تتعلق جميع الشكاوى التي تتم معالجتها من خلال المكتب بحقوق الإنسان، فقد تتعلق قضايا أخرى بالبيئة، وسوء الإدارة، والفساد.

## الحقوق المدنية والسياسية

#### حقوق المرأة
ينص الدستور الناميبي على أن جميع الناس بغض النظر عن كونهم ذكورًا أو إناثًا يعتبرون متساوين أمام القانون. تحتل ناميبيا المرتبة 115 على مستوى العالم عند تحليل مؤشر عدم المساواة بين الجنسين البالغ 0.472. بغض النظر عن هذه الحقوق والاعتراف بالمؤشر، لا تزال المرأة الناميبية عرضة للعنف القائم على النوع الاجتماعي والتمييز في القوى العاملة وقد تواجه مشاكل في الوصول إلى التعليم والرعاية الصحية.
حتى منذ إدخال الدستور في عام 1990، لا تزال المرأة تتعرض للعنف والاغتصاب. في عام 2000 صدر قانون مكافحة الاغتصاب الذي يحمي كلا من الذكور والإناث. ومع ذلك، وبعد مرور سنوات، لا تزال النساء ضحايا لغالبية جرائم الاغتصاب. في نوفمبر 2018، أفادت التقارير أن واحدة من كل ثلاث نساء تتراوح أعمارهن بين 15 و49 عامًا تعرضت للعنف من قبل زوجها، ويعتقد 29.5% من الرجال أن الإيذاء الجسدي تجاه زوجاتهم أمر مقبول. تتعرض النساء في ناميبيا اللاتي يعانين من الإصابات والأمراض العقلية والحمل نتيجة الاغتصاب لتكاليف رعاية صحية متزايدة وانخفاض الدخل حيث يستغرقن وقتًا للتعافي.
لقد أدركت ناميبيا عدم المساواة بين الجنسين وهي ملتزمة بالتغيير. وتحدثت نائبة رئيس الوزراء لعام 2015 في اجتماع القادة العالميين لعام 2015 ووعدت بأن ناميبيا ملتزمة باحتضان الدور الحاسم للمرأة في المجتمع.

#### عقوبة الإعدام
إن عقوبة الإعدام تشكل انتهاكا لحقوق الإنسان في ناميبيا بموجب دستور عام 1990. كان آخر إعدام معروف في عام 1988 وحدث عندما كانت البلاد تحت الحكم الجنوب أفريقي.

## حقوق الطفل
يتم الاعتراف بحقوق الأطفال في ناميبيا في المادة 15 من الدستور وتتوافق مع المواد الـ 54 من اتفاقية الأمم المتحدة لحقوق الطفل . تعمل البلاد بموجب اتفاقية حقوق الطفل منذ 28 سبتمبر 1990. المؤشر الحالي لتحقيق حقوق الطفل هو 7.39/10. على الرغم من الاعتراف بحقوق الأطفال في ناميبيا، إلا أن هناك انتهاكات موجودة في المجتمع.
وبموجب اتفاقية حقوق الطفل وميثاق الحقوق المادة 15، يحق لكل طفل أن يتم تحديد هويته واكتساب الجنسية. في الوقت الحاضر، لا يتم الاعتراف بواحد من كل ثلاث ولادات، وبالتالي يواجه هؤلاء الأطفال مشكلة عدم القدرة على الحصول على الرعاية الاجتماعية والتعليم الآمن.
إن إساءة معاملة الأطفال، كما اعترفت بها منظمة الصحة العالمية، موجودة في ناميبيا ويُعتقد أنها مقبولة كقاعدة للطفولة من قبل المجتمع.
يعد عمالة الأطفال واستغلالهم في القوى العاملة أحد أكبر انتهاكات حقوق الإنسان للأطفال. على الرغم من أن ناميبيا أصدرت قانون العمل لعام 2007 والذي يحظر عمل الأطفال، فإن الصناعات مثل العمل الجنسي والزراعة تنتهك هذه القوانين. وقد سلط تقرير "النتائج بشأن أسوأ أشكال عمالة الأطفال" الذي أجرته وزارة العمل الأمريكية في ناميبيا في عام 2009 الضوء على قضايا مثل الاعتداء الجسدي والجنسي على الأطفال من قبل أصحاب العمل. وأشار التقرير أيضًا إلى أن 91.4% من عمالة الأطفال كانت في قطاع الزراعة. أصدرت وزارة العمل الأمريكية تقريرًا في عام 2017 وجد مرة أخرى أن الاستغلال الجنسي والزراعي هما أسوأ أشكال عمالة الأطفال.
ومن بين القضايا الأخرى التي تؤثر على الأطفال في جميع أنحاء ناميبيا عدم قدرتهم على الحصول على الرعاية الصحية وسوء حالتهم الصحية مما يشكل انتهاكا لحقوقهم. ويواجه أطفال البلاد مشاكل تتعلق بسوء التغذية ووباء فيروس نقص المناعة البشرية/الإيدز. وفي عام 2017، أفادت وزارة الصحة أن 80% من جميع حالات دخول الأطفال إلى المستشفيات، تم اكتشاف سوء التغذية لدى المريض. يتسبب سوء التغذية في وفاة 6000 طفل سنويًا.
في عام 2012، ذكرت اليونيسف أن 18000 طفل مصابون بالإيدز، وأن السبب في ذلك هو انتقال العدوى من الأم إلى الطفل. إن وباء الإيدز منتشر في ناميبيا لدرجة أن حوالي 50% من الأطفال الأيتام لم يتمكنوا من الحصول على الرعاية الكافية من والديهم بسبب الوفاة أو المرض بسبب الإيدز.

## معاملة الأقليات

#### حقوق المثليين
في الوقت الحالي، لا تعترف ناميبيا بحقوق الأشخاص الذين يعرّفون أنفسهم بأنهم مثليون أو مثليات أو مزدوجو الميل الجنسي أو متحولون جنسياً (LGBT). في حين أن الدستور يحمي الناميبيين بعدم التعرض للتعذيب نتيجة للعقاب أو التمييز، فإن الأفراد المثليين جنسياً ومزدوجي الميل الجنسي والمتحولين جنسياً يتعرضون للعنف من جميع جوانب المجتمع، وخاصة أفراد الشرطة.  في عام 2009، كان 55% فقط من سكان البلاد يشعرون بالارتياح لوجود شخص من هوية المثليين جنسياً كجار لهم. اللواط محظور حاليا. ومع ذلك، فإن الجماع بين الإناث أمر قانوني. تدرس ناميبيا إدخال تعديلات على دستورها تضمن عدم حدوث أي تمييز على أساس التوجه الجنسي، حيث أن القوانين الحالية لا تتضمن هذا. 
منظمة الخروج للعلن الدولية هي أكبر منظمة غير حكومية للمثليات والمثليين ومزدوجي الميل الجنسي والمتحولين جنسيا في ناميبيا وتناضل من أجل حقوق مجتمع المثليين والمثليات ومزدوجي الميل الجنسي والمتحولين جنسيا من خلال العمل كصوت وتنظيم فعاليات التوعية العامة مثل المسيرات.

#### السكان الأصليون
يعتبر دستور ناميبيا أن الحق لجميع الناس في ناميبيا بغض النظر عن الأصل العرقي والجنس، إلا أنه لا يأخذ في الاعتبار حقوق الإنسان للمجموعات الأصلية الفردية. اعتبارًا من الوقت الحاضر، تواجه مجموعات معينة صراعات شديدة فيما يتعلق بالحقوق في الأراضي التقليدية. تشكل المجموعات الأصلية في ناميبيا 8% من السكان، والمجموعات الرئيسية هي السان، والناما، وأوفاهيمبا، وأوفازيمبا، وأوفاجيمبا، وأوفاتو.
وفي تقرير عام 2016 للجنة الحقوق الاقتصادية والاجتماعية والثقافية ، ورد أن المجتمعات الأصلية تعاني من العزلة والتهميش وتكافح من أجل الوصول إلى أشياء مهمة مثل التعليم والرعاية الصحية. تعتمد هذه المجتمعات على أراضيها وتقاليدها. ومع ذلك، يُحرم العديد منهم الآن من الوصول إلى الأراضي التقليدية. في عام 2012، واجهت قبيلتا أوفاهيمبا وأوفازيمبا خطر تدمير أراضيهما لغرض بناء سد دون سابق إنذار.
يعد الحصول على التعليم والرعاية الصحية المناسبين تحديًا آخر يواجهه السكان الأصليون في ناميبيا. منذ إقرار الدستور في عام 1990، انخفضت معدلات الرعاية الصحية للقبائل مثل سان. معدل الإلمام بالقراءة والكتابة لديهم هو 23% وهو أقل بكثير من معدل الإلمام بالقراءة والكتابة في بقية أنحاء البلاد والذي يبلغ متوسطه 66%. يرتبط هذا بشكل مباشر بالعدد المنخفض المثير للقلق للالتحاق بالتعليم الثانوي والذي يبلغ حاليًا 1٪.

## منظمات وهيئات حقوق الإنسان

#### نام رايتس
تأسست منظمة نام رايتس في عام 1989 على يد ناشط حقوق الإنسان فيل يا نانجولو. كانت تعرف سابقًا باسم الجمعية الوطنية لحقوق الإنسان، وتهتم المنظمة بالطريقة التي تلتزم بها الأمة والدولة بحقوق الإنسان كما هو موضح في الدستور. وتعترف المنظمة بأن الحكومة تدعم حقوق الإنسان، إلا أنها تعتقد أن الدولة فشلت في دعم حقوق الإنسان من خلال الانتهاكات المستمرة. ومن بين مخاوفهم قضية التعذيب ومعاملة المعتقلين في زنازين السجون.
تتمتع منظمة نام رايتس بحضور قوي في المجتمع وكثيراً ما تواجه تدقيقاً حكومياً. في إطار سعيها إلى تعزيز حقوق الإنسان، تعبر المنظمة عن رأيها فيما يتعلق بغياب الحماية الحكومية والسيطرة على الحقوق. ولذلك فإنهم يجدون صعوبة في الحصول على الدعم المالي من الحكومة بسبب هذا الصراع.

#### مركز المساعدة القانونية
تأسس مركز المساعدة القانونية (LAC) في عام 1988 بهدف دعم أولئك الذين عانوا في زمن الفصل العنصري حيث كان العديد من الناميبيين يتمتعون بحقوق الإنسان القليلة جدًا. يصف مركز LAC نفسه بأنه مكتب محاماة متخصص في حقوق الإنسان. منذ افتتاح مكتب وندوك في عام 1998، توسعت المنظمة وهي تركز الآن أيضًا على تعليم وتدريب حقوق الإنسان، وإعلام الجمهور وتقديم المشورة له، والبحث والدعوة والتقاضي. للحفاظ على مكانتها كشركة محاماة للمصلحة العامة، لن تدعم LAC القضايا إلا عندما يكون لها تأثير أكبر على المجتمع.
على مر التاريخ، واجهت المنظمة التدقيق، ومع ذلك، مع تزايد ترسيخ حقوق الإنسان في ناميبيا، أصبحت منظمة أمريكا اللاتينية ومنطقة البحر الكاريبي تحظى بتقدير أكبر. بعد فترة وجيزة من افتتاح الشركة في عام 1998، حاولت الحكومة، التي كانت خاضعة آنذاك لسيطرة جنوب أفريقيا، إغلاقها. ومع ذلك، تحظى الشركة اليوم بتقدير كبير مع حصولها على جوائز مثل جائزة حرية التعبير الخاصة وجائزة جيه بي كاروايهي للمسؤولية الاجتماعية. على مدى السنوات العشر الماضية، دعمت المنظمة العديد من الحملات والبرامج المتعلقة بحقوق الإنسان مثل برنامج الأيتام والأطفال المعرضين للخطر.